# Stenandrium ekmanii
Stenandrium ekmanii är en akantusväxtart som beskrevs av Ignatz Urban. Stenandrium ekmanii ingår i släktet Stenandrium och familjen akantusväxter. Inga underarter finns listade i Catalogue of Life.